# Mullah Krekar

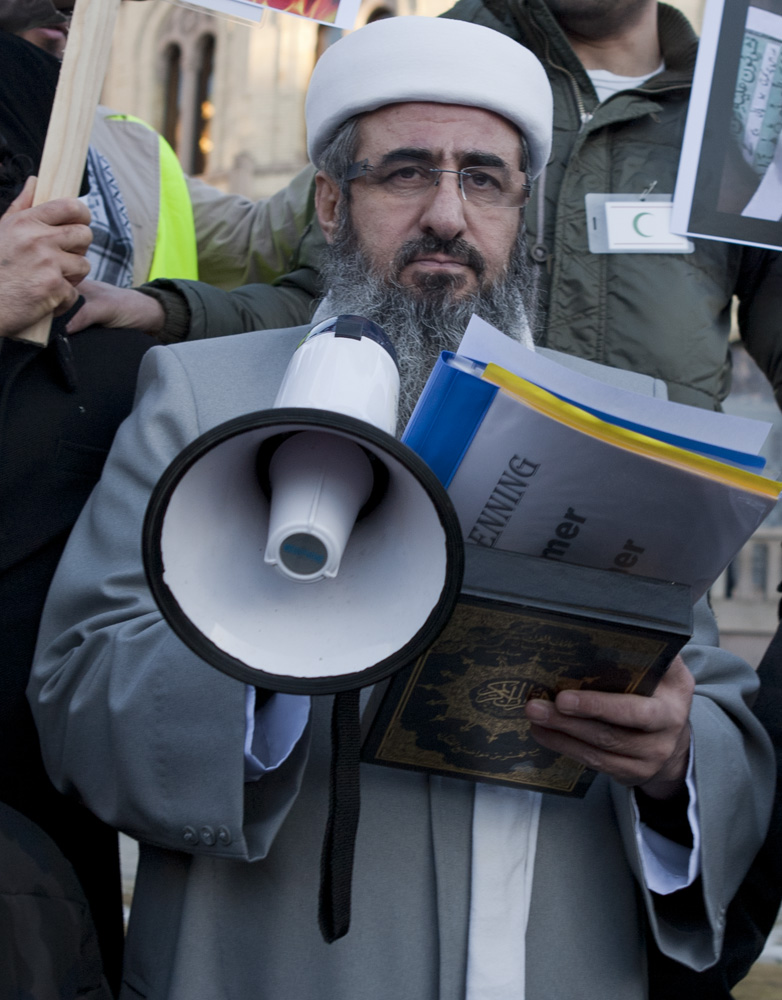
Mullah Krekar bei einer Demonstration gegen Koran-Verbrennungen in Oslo, 2. März 2012

Nadschm ad-Din Faradsch Ahmad (arabisch نجم الدين فرج أحمد) alias Mullah Krekar (* 1956 in Sulaimaniyya, Irak) ist ein kurdischer Islamistenführer.

## Leben
1956 in Sulaimaniyya geboren, studierte er zuerst Arabisch, bevor er 1983 nach Pakistan ging, wo er islamisches Recht (Fiqh) studierte und kurze Zeit lehrte. Beeinflusst wurde er sehr stark durch den dort lehrenden Abdallah Azzam, den Vordenker des modernen Dschihad und Mentor von Osama bin Laden.
1988 kehrte Krekar nach Kurdistan zurück und schloss sich der Islamischen Bewegung in Kurdistan an, wo er mit militärischen Führungsaufgaben betraut war. Er floh aber 1991 nach Norwegen, das ihm politisches Asyl gewährte. Trotzdem tauchte er in den nächsten Jahren immer wieder in Kurdistan auf und übernahm nach der Vereinigung einer von ihm geführten islamistischen Splittergruppe Islah (Erneuerung) mit der Gruppe Dschund al-Islam am 10. Dezember 2001 die Leitung der Gruppe Ansar al-Islam (Helfer des Islam), unter deren Herrschaft im Nordosten des Irak eine islamistische Ordnung ähnlich derjenigen der Taliban errichtet wurde.
In Norwegen gründete er eine eigene Moschee und Stiftung und verlegte sich schließlich auf Agitation und Spendenbeschaffung unter kurdischen Asylbewerbern in Europa. Aufgrund eines internationalen Haftbefehls wurde Krekar im September 2002 in den Niederlanden festgenommen. Obwohl er u. a. von FBI-Beamten verhört wurde, stellten die USA keinen Auslieferungsantrag. Das machte stattdessen Jordanien wegen des Vorwurfs der Verschwörung mit Tötungsabsicht und des Drogenhandels. Im Februar 2003 wurde ihm von Ansar al-Islam offiziell die Führerschaft aberkannt. Krekar wurde 2003 nach Norwegen abgeschoben, wo er sich bis 17. Februar 2004 in Haft befand. Im Juni 2004 wurde er unter Hausarrest gestellt. Ein Gerichtsbeschluss vom 19. April 2005, ihn in den Irak abzuschieben, scheiterte bislang an der politischen Lage im Irak und an der ihm dort drohenden möglichen Todesstrafe.
Im März 2012 verurteilte ein Osloer Gericht Krekar zu einer Freiheitsstrafe von 5 Jahren. Grund hierfür war, dass Krekar Todesdrohungen unter anderem gegen Norwegens Oppositionsführerin und spätere Ministerpräsidentin Erna Solberg ausgestoßen hatte. Die Berufungsinstanz reduzierte seine Strafe im Dezember auf 2 Jahre und 10 Monate.
Die Reste seiner Ansar al-Islam schlossen sich 2014 der Terrororganisation Islamischen Staat an.
Ein norwegisches Gericht erlaubte im Oktober 2016 Ahmads Auslieferung an Italien, wo man ihm vorwarf, ein Netzwerk aufgebaut zu haben, das in Europa Kämpfer für einen Umsturz im kurdischen Teil des Iraks anwarb. Erst am 26. März 2020 wurde er nach Italien geflogen. Dort wurde er zu zwölf Jahren Freiheitsstrafe verurteilt. Seit 2022 ist das Urteil rechtskräftig.